# Espace sous-dural
L'espace sous-dural est un espace péri-cérébral, situé au sein même de la dure-mère, entre deux feuillets de la dure-mère interne, aussi appelée dure-mère cérébrale. Cet espace est en principe virtuel au niveau du crâne et du rachis. Il a longtemps été décrit entre le feuillet interne de la dure-mère et l'arachnoïde, mais à la suite de récentes études histologiques (voir le lien externe), cette description est devenue obsolète. 

L'espace sous-dural peut être le lieu d'un hématome sous-dural, qui a une forme bi-concave en Tomodensitométrie X. 